# 莎瑪·帕拉盧埃洛
莎瑪·塞萊斯特·帕拉盧埃洛·阿因戈諾（西班牙語：Salma Celeste Paralluelo Ayingono；2003年11月13日—）是赤道幾內亞裔西班牙職業女子足球運動員以及前田徑運動員，司職前鋒，現效力西班牙女子足球甲級聯賽球隊巴塞隆納和西班牙國家女子足球隊。她是首位同時獲得成年世界盃、U20世界盃和U17世界盃冠軍的女子球員。

## 早期生活
帕拉盧埃洛出生於西班牙東北部亞拉岡自治區首府薩拉戈薩，父親海梅·帕拉盧埃洛（Jaime Paralluelo）是西班牙人，母親迪奧斯達達·阿因戈諾（Diosdada Ayingono）是赤道幾內亞芳人移民。帕拉盧埃洛有3個兄弟，繼兄弗洛倫西奧·埃沃羅·阿因戈諾（Florencio Eworo Ayingono）是母親和前夫所生的孩子，患有嚴重視力障礙，迪奧斯達達為了讓他得到更好的醫療照顧才移民到西班牙。2012年12月，弗洛倫西奧與朋友外出後失蹤，一個月被人發現倒臥在皮納德埃夫羅大壩（La Presa de Piña de Ebro）附近的草叢中意外身亡，得年21歲；帕拉盧埃洛的胞兄何塞·海梅·帕拉盧埃洛（José Jaime Paralluelo）和胞弟洛倫佐·帕拉盧埃洛（Lorenzo Paralluelo）都是職業足球員。

## 田徑生涯
帕拉盧埃洛在薩拉戈薩的聖何塞田徑俱樂部（Atletismo San José）開始她的田徑生涯。
2019年，她曾代表Scorpio 71俱樂部參加西班牙室內田徑錦標賽的400公尺賽跑項目 ，並以53秒83贏得銅牌，打破過往18歲至20歲女子運動員的紀錄，她也因此獲得2019年歐洲室內田徑錦標賽的參賽資格。帕拉盧埃洛是史上第二年輕（15歲又108天）達到此項紀錄的田徑運動員，在此之前只有挪威的克耶斯蒂·普拉澤（15歲又34天）達成。
2022年7月，在加盟巴塞隆納足球俱樂部後，帕拉盧埃洛宣布未來她只專注於足球，並從田徑生涯退休。

## 足球生涯

### 俱樂部生涯
帕拉盧埃洛在薩拉戈薩的聖何塞體育聯盟（UD San José）開始踢足球，她在效力薩拉戈薩和比利亞雷阿爾期間同時也參加田徑比賽。2021年，帕拉盧埃洛在一場西甲聯賽中受傷，導致前十字韌帶斷裂而缺席數個月的比賽，甚至因此錯過了2021年世界接力賽。
2022年，帕拉盧埃洛在一場比利亞雷阿爾對陣巴塞隆納的聯賽中進球，並獲得國際足總普斯卡什獎提名。

#### 巴塞隆納
2022年7月，帕拉盧埃洛與比利亞雷阿爾的合約到期後，以15萬歐元轉會巴塞隆納女子足球俱樂部，並簽下一紙4年合約至2026年6月30日。2023年至2024年賽季，帕拉盧埃洛隨隊先後奪下皇后盃、歐冠以及西甲冠軍，見證巴塞隆納再度成為歐洲女子三冠王。

### 國家隊生涯

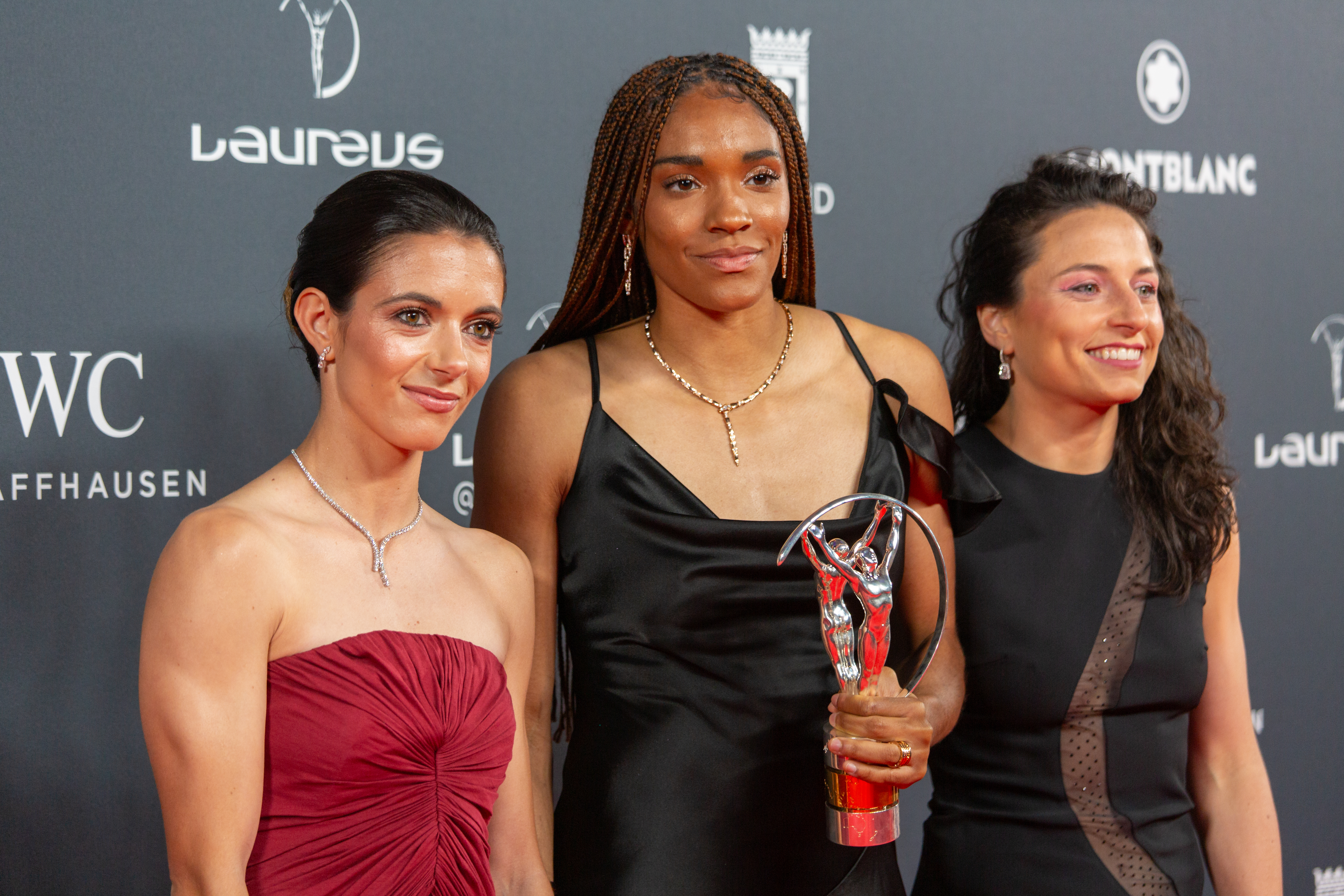
2024年，帕拉盧埃洛（中）與國家隊隊友出席勞倫斯世界體育獎頒獎典禮。

帕拉盧埃洛有西班牙和赤道幾內亞血統，因此同時具有代表西班牙和赤道幾內亞國家隊的資格。
帕拉盧埃洛是2018年歐洲女子U-17足球錦標賽、2018年國際足協U-17女子世界盃和2022年國際足協U-20女子世界盃的冠軍得主。她在2022年11月11日對陣阿根廷的友誼賽完成了她的成年國家隊首秀，並在該場比賽成功戴帽，幫助西班牙以7比0大勝阿根廷。
2023年6月，帕拉盧埃洛獲得西班牙國家隊徵召，參加在澳洲和紐西蘭舉辦的2023年國際足協女子世界盃。8月11日，在對陣荷蘭的半準決賽中，雙方在正規時間結束後比分以1比1打平，帕拉盧埃洛在延長賽打入一球致勝球幫助西班牙以2比1贏得勝利並晉級準決賽；8月15日，她在對陣瑞典的準決賽攻入一球，再度幫助西班牙以2比1晉級世界盃決賽。最終，西班牙在決賽憑著歐嘉·卡莫納唯一的進球贏得勝利，奪下隊史第一座世界盃冠軍，帕拉盧埃洛個人也獲得最佳青年球員獎。
2024年7月，西班牙女足總教練蒙特塞拉特·托梅徵召帕拉盧埃洛等22名球員進入2024年巴黎奧運女子足球賽的最終名單，這是西班牙女足參加的首屆奧運比賽。

## 生涯數據

### 俱樂部統計
最後更新：2024年6月9日
| 俱樂部       | 賽季     | 例行賽     | 例行賽 | 例行賽 | 本土盃賽 | 本土盃賽 | 洲際賽事 | 洲際賽事 | 其他 | 其他 | 總計 | 總計 |
| 俱樂部       | 賽季     | 聯賽級別   | 出場   | 進球   | 出場     | 進球     | 出場     | 進球     | 出場 | 進球 | 出場 | 進球 |
| ------------ | -------- | ---------- | ------ | ------ | -------- | -------- | -------- | -------- | ---- | ---- | ---- | ---- |
| 比利亞雷阿爾 | 2019–20  | 西皇家女乙 | 12     | 5      | 0        | 0        | —        | —        | —    | —    | 12   | 5    |
| 比利亞雷阿爾 | 2020–21  | 西皇家女乙 | 17     | 15     | 0        | 0        | —        | —        | —    | —    | 17   | 15   |
| 比利亞雷阿爾 | 2021–22  | 西女甲     | 8      | 3      | 1        | 0        | —        | —        | —    | —    | 9    | 3    |
| 比利亞雷阿爾 | 總計     | 總計       | 37     | 23     | 1        | 0        | —        | —        | —    | —    | 38   | 23   |
| 巴塞隆納     | 2022–23  | 西女甲     | 18     | 11     | 1        | 2        | 9        | 1        | 2    | 1    | 30   | 15   |
| 巴塞隆納     | 2023–24  | 西女甲     | 19     | 20     | 4        | 4        | 11       | 6        | 2    | 4    | 36   | 34   |
| 巴塞隆納     | 總計     | 總計       | 37     | 31     | 5        | 6        | 20       | 7        | 4    | 5    | 66   | 49   |
| 生涯總計     | 生涯總計 | 生涯總計   | 74     | 54     | 6        | 6        | 20       | 7        | 4    | 5    | 104  | 72   |

1. ↑  包括西班牙皇后盃（英语：Copa de la Reina de Fútbol）
2. ↑  包括歐洲女子冠軍聯賽
3. 1 2  包括西班牙女子超級盃（英语：Supercopa de España Femenina）

### 國家隊統計
最後更新：2023年7月28日
| 代表隊伍 | 年份 | 出場數 | 進球數 |
| -------- | ---- | ------ | ------ |
| 西班牙   | 2022 | 2      | 3      |
| 西班牙   | 2023 | 16     | 6      |
| 西班牙   | 2024 | 9      | 3      |
| 總計     | 總計 | 27     | 12     |

### 國家隊進球
| #  | 日期           | 比賽場館                              | 對手   | 進球比分 | 終場比分 | 賽事名稱                       |
| -- | -------------- | ------------------------------------- | ------ | -------- | -------- | ------------------------------ |
| 1  | 2022年11月11日 | 西班牙梅利利亞阿爾瓦雷斯·克拉羅體育場 | 阿根廷 | 3–0      | 7–0      | 友誼賽                         |
| 2  | 2022年11月11日 | 西班牙梅利利亞阿爾瓦雷斯·克拉羅體育場 | 阿根廷 | 4–0      | 7–0      | 友誼賽                         |
| 3  | 2022年11月11日 | 西班牙梅利利亞阿爾瓦雷斯·克拉羅體育場 | 阿根廷 | 5–0      | 7–0      | 友誼賽                         |
| 4  | 2023年4月6日   | 西班牙伊比薩坎米瑟斯市政體育場        | 挪威   | 3–1      | 4–2      | 友誼賽                         |
| 5  | 2023年4月6日   | 西班牙伊比薩坎米瑟斯市政體育場        | 挪威   | 4–1      | 4–2      | 友誼賽                         |
| 6  | 2023年7月5日   | 丹麥格萊薩克瑟格萊薩克瑟體育場        | 丹麦   | 2–0      | 2–0      | 友誼賽                         |
| 7  | 2023年8月11日  | 紐西蘭威靈頓威靈頓地區體育場          | 荷蘭   | 2–1      | 2–1      | 2023年國際足協女子世界盃       |
| 8  | 2023年8月15日  | 紐西蘭奧克蘭伊甸公園                  | 瑞典   | 1–0      | 2–1      | 2023年國際足協女子世界盃       |
| 9  | 2023年12月5日  | 西班牙馬拉加玫瑰園球場                | 瑞典   | 1–1      | 5–3      | 2023–24年歐洲足協女子國家聯賽  |
| 10 | 2024年4月5日   | 比利時魯汶登德里夫球場                | 比利时 | 1–0      | 7–0      | 2025年歐洲女子足球錦標賽外圍賽 |
| 11 | 2024年4月5日   | 比利時魯汶登德里夫球場                | 比利时 | 3–0      | 7–0      | 2025年歐洲女子足球錦標賽外圍賽 |
| 12 | 2024年4月5日   | 比利時魯汶登德里夫球場                | 比利时 | 4–0      | 7–0      | 2025年歐洲女子足球錦標賽外圍賽 |

## 榮譽
巴塞隆納
- 歐洲女子冠軍聯賽：2022–23[29]、2023–24[30]
- 西班牙女子足球甲級聯賽：2022–23、2023–24[31]
- 西班牙女子超級盃（英语：Supercopa de España Femenina）：2022–23[32]、2023–24[33]
- 西班牙皇后盃（英语：Copa de la Reina de Fútbol）：2023–24[34]

西班牙
- 國際足協女子世界盃：2023
- 歐洲女子國家聯賽：2024[35]
- 勞倫斯世界體育獎年度團體：2024[36]

西班牙U20
- 國際足協U-20女子世界盃：2022

西班牙U17
- 國際足協U-17女子世界盃：2018
- 歐洲女子U-17足球錦標賽：2018

個人
- 國際足協女子世界盃最佳青年球員（英语：FIFA Women's World Cup Young Player Award）：2023[37]
- 女子金球獎第三名：2023[38]
- IFFHS世界最佳女子青年球員：2023[39]
- IFFHS年度最佳女子陣容：2023[40]
- IFFHS歐洲年度最佳女子陣容：2023[41]
- IFFHS歐洲年度最佳U20女子陣容：2023[42]

## 外部連結
- 莎瑪·帕拉盧埃洛 （页面存档备份，存于）在巴塞隆納女子足球俱樂部
- 莎瑪·帕拉盧埃洛 （页面存档备份，存于）在BDFutbol
- 莎瑪·帕拉盧埃洛 （页面存档备份，存于）在西班牙皇家足球協會
- 莎瑪·帕拉盧埃洛在ESPN FC中的档案
- Soccerway資料庫：莎瑪·帕拉盧埃洛
- 莎瑪·帕拉盧埃洛的Instagram帳戶
- 莎瑪·帕拉盧埃洛在的頁面